# Juan de Aréchiga
Juan de Aréchiga (Por el apellido, posiblemente en algún lugar del País Vasco -?) Oidor de la Real Audiencia en la Nueva España que gobernó la Capitanía General de Yucatán durante poco más de un año, entre 1679 y 1680, mientras se conducía la investigación al gobernador, Antonio de Layseca, a quien se habían fincado responsabilidades por el ataque de buques corsarios al  puerto de San Francisco de Campeche en el que más de 200 habitantes de la ciudad fueron secuestrados, en adición a llevarse un valioso botín.

## Datos históricos
Juan de Aréchiga llegó a la provincia de Yucatán en febrero de 1679 como oidor de la Real Audiencia, enviado por el virrey Payo Enríquez de Ribera para asumir el gobierno y conducir el juicio al gobernador Antonio de Layseca y Alvarado, quien había sido acusado de negligencia y hasta complicidad, en el escandaloso atraco sufrido el 10 de julio de 1678 por el puerto de Campeche a manos de los filibusteros ingleses que, como nunca antes, habían pillado en la ciudad y secuestrado más de 200 de sus habitantes, a quienes venderían como esclavos en las colonias inglesas del Caribe.
Aréchiga condujo la gubernatura de manera muy discreta, delegando la mayoría de los asuntos que surgieron durante su presencia en Yucatán, a los alcaldes mayores de las distintas ciudades de la provincia y a los encomenderos que se veían afectados en cada caso. Él quiso concentrarse en el proceso judicial para hacerlo eficiente y expedito. Después de un año que duraron las investigaciones y el enjuiciamiento, exoneró de toda culpa al gobernador Layseca a quien devolvió con honores y dignidades la gubernatura y capitanía general. El oidor se retiró de la provincia a finales del mes de marzo de 1680.